# Oezbekistan op de Olympische Winterspelen 1994
Tijdens de Olympische Winterspelen van 1994, die in Lillehammer (Noorwegen) werden gehouden, nam Oezbekistan voor de eerste keer deel.

## Medailleoverzicht
| Sport          | Olympiër         | Discipline  | Medaille |
| -------------- | ---------------- | ----------- | -------- |
| Freestyleskiën | Lina Tsjerjazova | aerials (v) | Goud     |

## Deelnemers en resultaten
(m) = mannen, (v) = vrouwen 

### Freestyleskiën
| Olympiër         | Discipline  | Resultaat | Prestatie                           |
| ---------------- | ----------- | --------- | ----------------------------------- |
| Sergej Brener    | aerials (m) | 19e       | dnq (kwalificatie: 159,93 p.)       |
| Larisa Oedodova  | moguls (v)  | 21e       | dnq (kwalificatie: 20,28 p.)        |
| Lina Tsjerjazova | aerials (v) | Goud      | 166,84 p. (kwalificatie: 144,43 p.) |

### Kunstrijden
| Olympiër                            | Discipline | Resultaat | Prestatie                                                 |
| ----------------------------------- | ---------- | --------- | --------------------------------------------------------- |
| Aliki Sergaadoe Joeris Razgoeljajev | ijsdansen  | 13e       | 25,0 p. (verpl.1: 12 - verpl.2: 12 - org.: 12 - vrij: 13) |
| Dinara Noerdbajeva Moeslim Sattarov | ijsdansen  | 21e       | 42,0 p. (verpl.1: 21 - verpl.2: 21 - org.: 21 - vrij: 21) |

Amerikaanse Maagdeneilanden · Amerikaans-Samoa · Andorra · Argentinië · Armenië · Australië · België · Bermuda · Bosnië en Herzegovina · Brazilië · Bulgarije · Canada · Chili · China · Chinees Taipei · Cyprus · Denemarken · Duitsland · Estland · Fiji · Finland · Frankrijk · Georgië · Griekenland · Groot-Brittannië · Hongarije · IJsland · Israël · Italië · Jamaica · Japan · Kazachstan · Kirgizië · Kroatië · Letland · Liechtenstein · Litouwen · Luxemburg · Mexico · Moldavië · Monaco · Mongolië · Nederland · Nieuw-Zeeland · Noorwegen · Oekraïne · Oezbekistan · Oostenrijk · Polen · Portugal · Puerto Rico · Roemenië · Rusland · San Marino · Senegal · Slovenië · Slowakije · Spanje · Trinidad en Tobago · Tsjechië · Turkije · Verenigde Staten · Wit-Rusland · Zuid-Afrika · Zuid-Korea · Zweden · Zwitserland